# Marlon Samayoa
Marlon Antonio Samayoa, né le 9 août 1990,, est un coureur cycliste nicaraguayen.

## Biographie
En 2011, Marlon Samayoa termine troisième du Tour du Nicaragua, tout en ayant remporté la quatrième étape. Il devient ensuite champion du Nicaragua sur route en 2014, puis en 2016. En 2016, il participe également aux championnats panaméricains, où il abandonne lors de la course en ligne.
En 2017, il s'impose sur le contre-la-montre des championnats du Nicaragua. Il remporte par ailleurs le Tour du Nicaragua, qu'il mène de bout en bout. Mi-décembre, il figure parmi la délégation nicaraguayenne envoyée aux Jeux centraméricains de Managua, capitale du Nicaragua. Il se classe dixième de la course en ligne.

## Palmarès et résultats

### Par année
- 2008
  - 2e du championnat du Nicaragua sur route juniors
- 2009
  - 3e du championnat du Nicaragua du contre-la-montre
  - 3e du championnat du Nicaragua sur route
- 2011
  - 4e étape du Tour du Nicaragua
  - 2e du championnat du Nicaragua sur route espoirs
  - 3e du Tour du Nicaragua
- 2012
  - 2e du championnat du Nicaragua du contre-la-montre espoirs
  - 2e du championnat du Nicaragua sur route espoirs
- 2014
  -  Champion du Nicaragua sur route
- 2016
  -  Champion du Nicaragua sur route
- 2017
  -  Champion du Nicaragua du contre-la-montre
  - Tour du Nicaragua :
    - Classement général
    - 1re étape
- 2018
  -  Champion du Nicaragua du contre-la-montre

### Classements mondiaux
| Année            | 2018 |
| ---------------- | ---- |
| UCI America Tour | 390e |